# Kristofferholmen
Ne doit pas être confondu avec Kristofferholmen (Fjell).
Kristofferholmen est une île norvégienne du comté de Hordaland appartenant administrativement à Hauglandshella.

## Description
Rocheuse et désertique, elle s'étend sur environ 65 m de longueur pour une largeur approximative de 44 m.